# Вестмінстерська школа
Вестмінстерська школа (англ. Westminster School) — історична державна школа у Вестмінстері (Лондон), на околицях Вестмінстерського абатства.

## Історія
Історія школи починається з благодійної школи, заснованої вестмінстерськими бенедиктинцями до нормандського завоювання 1066, як зазначено в Кройлендських хроніках і хартії короля Оффи. Безперервне існування очевидне з початку XIV століття.

## Галерея

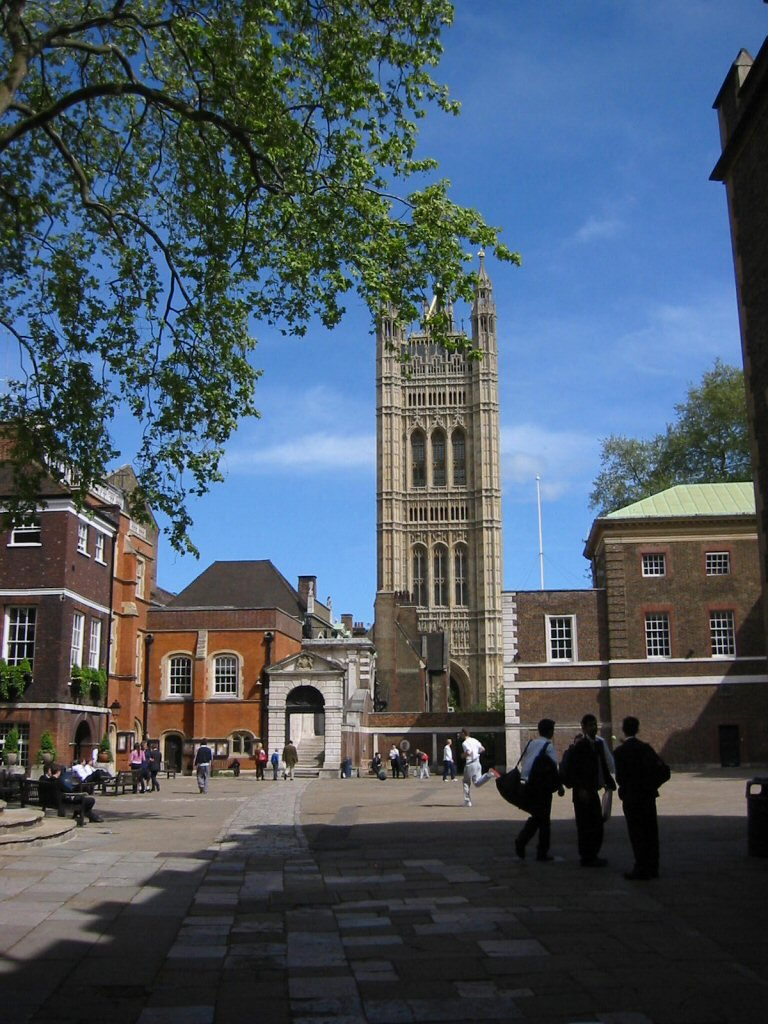
Вестмінстерська школа, дворик декана (Літтл-Дінз-Ярд), від Арки Лідделла
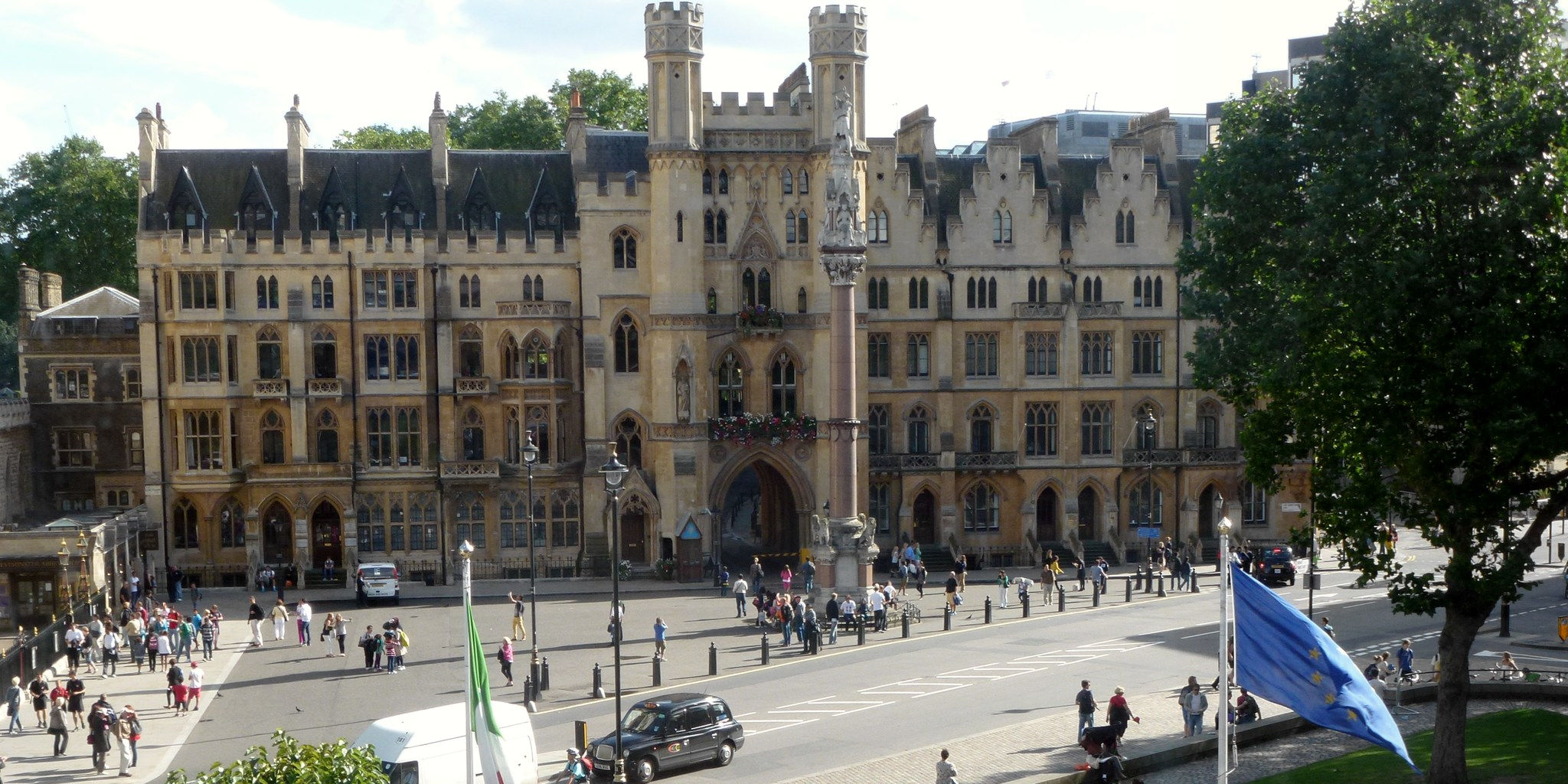
Вхід у Дінз-Ярд і військовий меморіал у Вестмінстерській школі, огляд із конференц-центру королеви Єлизавети II у серпні 2012 року
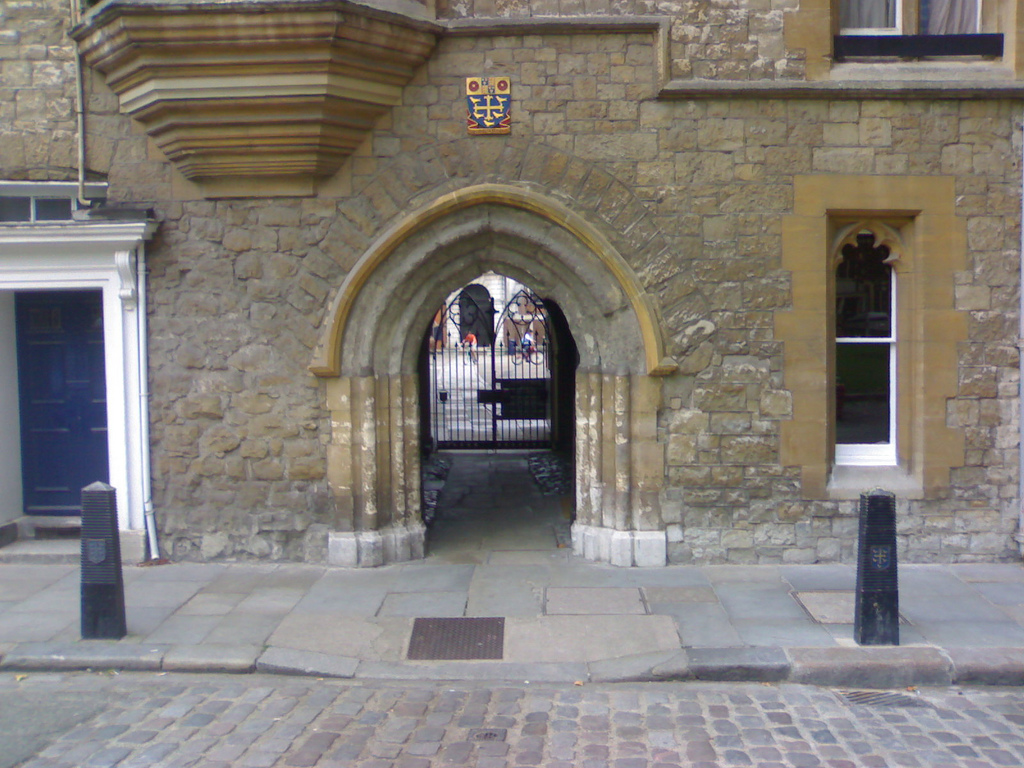
Арка Лідделла, головний вхід до Літтл-Дінс-Ярду
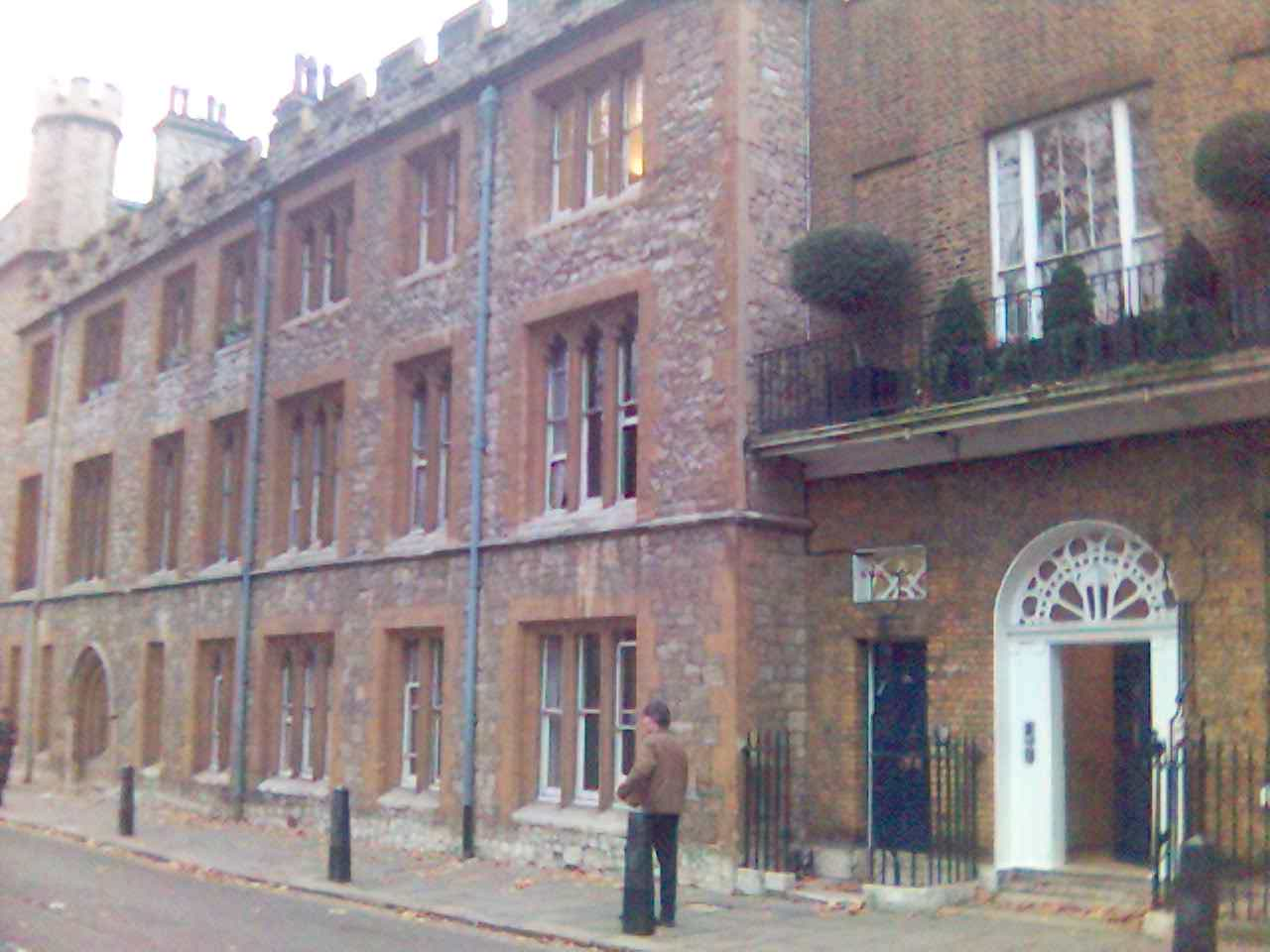
Будинок Лідделла та шкільна приймальня, фото з Дінз-Ярду
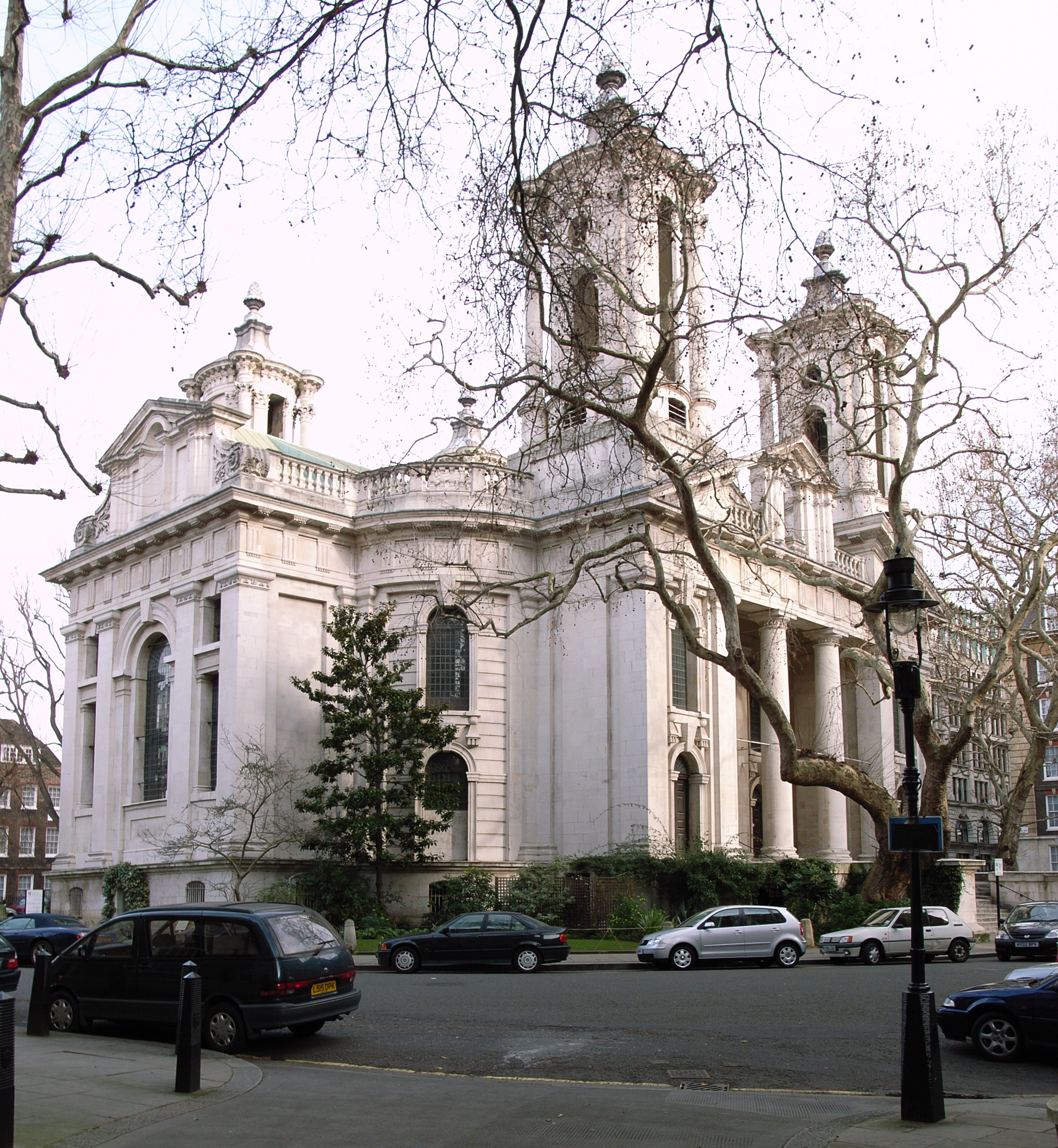
Школа часто використовує площу St John's Smith Square як місце проведення великих музичних концертів.
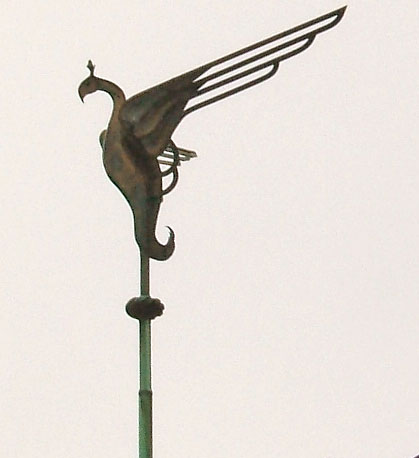
Фенікс, який був розміщений на даху школи в 1950-х роках на честь відродження школи після Другої світової війни